# Le Saturdays, ma vie en rollers
Le Saturdays, ma vie en rollers (Saturdays) est une série télévisée américaine en quinze épisodes de 23 minutes créée par Norman Vance Jr. et diffusée entre le 24 mars 2023 et le 12 mai 2023 sur Disney Channel.
En France, cette série est diffusée entre le 16 mars 2024 et le 7 avril 2024 sur Disney Channel. 

## Synopsis
La série suit la vie de Paris Johnson, 14 ans, et de ses meilleures amies, Simone et Ari, qui aiguisent leurs techniques de patin à roulettes sur le parquet de Saturdays, une piste de roller de Chicago. Ensemble, elles forment l'équipe de patineuses We-B-Girlz et sont déterminées à prouver qu'elles ont les chorégraphies les plus cool de toute la planète !

## Distribution

### Acteurs principaux
- Danielle Jalade (VFB : Sofia Abouatmane) : Paris Johnson
- Daria Johns (VFB : Valérie Fiala) : Simone Samson
- Peyton Z. Basnight (VFB : Marie du Bled) : Ari Stevens
- Jermaine Harris (VFB : Django Schrevens) : London Johnson
- Tim Johnson Jr. (VFB : Léopold Gaza) : Derek « D-Rok » Troy
- Golden Brooks (en) (VFB : Célia Torrens) : Deb Johnson
- Omar Gooding (VFB : Nicolas Matthys) : Cal Johnson

### Acteurs récurrents
- Yo-Yo : Duchess
- Missy Fierro : Madison Ortiz
- Noah Cottrell : Ivan

### Invités
- Da Brat : Princess (Épisode 6)
- Isaac Ryan Brown (VFB : Pierre Le Bec) : Booker Baxter-Carter (Épisode 12)

## Production

### Développement
Le 11 mars 2021, Disney Channel a donné une commande pilote de la série Le Saturdays, ma vie en rollers.
Marsai Martin et Norman Vance Jr. sont les producteurs exécutifs. Norman Vance Jr. a également été l'auteur du pilote.
Le 30 novembre 2021, la série a été officiellement commandée. La production a commencé le 2 mai 2022 à Chicago, Illinois et s'est terminée à la mi-septembre de la même année,.
Le 9 février 2023, il a été annoncé que la série serait présentée en première le 24 mars 2023.
Le 7 novembre 2023, la série a été annulée après une saison.

### Fiche technique
Sauf indication contraire, les informations mentionnées dans cette section peuvent être confirmées par la base de données cinématographiques IMDb,  présente dans la section « Liens externes ».
- Titre original : Saturdays
- Titre français : Le Saturdays, ma vie en rollers
- Création : Norman Vance Jr.
- Réalisation : Leslie Kolins Small, Robbie Countryman, Nancy Hower, Bridget Stokes, Shea William Vanderpoort, Charles Stone III
- Scénario : Norman Vance Jr. et Judy Dent
- Musique :
  - Thème d'ouverture : "Ain't No Other Day" par Rae Khalil
- Production :
  - Producteur(s) : Norman Vance Jr.
  - Producteur(s) exécutive(s) : Marsai Martin, Josh Martin, Carol Martin et Nicole Dow
  - Société(s) de production : Disney Channel, Gwave Productions
- Pays d'origine :  États-Unis
- Langue d'origine : Anglais
- Format :
  - Format image : 720p (HDTV)
  - Format audio : 5.1 surround sound
- Genre : Comédie, récit initiatique
- Durée : 22-24 minutes
- Date de première diffusion :
  - 24 mars 2023 sur Disney Channel
- Classification : déconseillé aux moins de 7 ans

Version française
- Société de doublage : Dubbing Brothers Belgique
- Direction artistique : Jean-Pierre Denuit
- Adaptation des dialogues : Lou Conry

## Épisodes
| Saison | Saison | Nombre d'épisodes | Années | Diffusion originale | Diffusion originale | Diffusion française | Diffusion française |
| Saison | Saison | Nombre d'épisodes | Années | Début de saison     | Fin de saison       | Début de saison     | Fin de saison       |
| ------ | ------ | ----------------- | ------ | ------------------- | ------------------- | ------------------- | ------------------- |
|        | 1      | 15                | 2023   | 24 mars 2023        | 12 mai 2023         | 16 mars 2024        | 7 avril 2024        |

### Première saison (2023)
| №  | Titre français                       | Titre original            | Diffusion originale | Diffusion française | Code prod. |
| -- | ------------------------------------ | ------------------------- | ------------------- | ------------------- | ---------- |
| 1  | À nous la gloire                     | Skates, Lies & Videos     | 24 mars 2023        | 16 mars 2024        | 103        |
| 2  | Jamais sans mon peigne               | Comb Back to Me           | 24 mars 2023        | 16 mars 2024        | 102        |
| 3  | Trop de pâtissiers                   | Too Many Cooks            | 31 mars 2023        | 17 mars 2024        | 104        |
| 4  | Tu m'aimes ou tu mèmes ?             | Why Are You So Meme?      | 31 mars 2023        | 17 mars 2024        | 105        |
| 5  | Un mentor inattendu                  | Roll a Mile in My Skates  | 7 avril 2023        | 23 mars 2024        | 106        |
| 6  | Le Clown et la Duchesse              | Don't Clown the Duchess   | 7 avril 2023        | 23 mars 2024        | 107        |
| 7  | Le club du chocolat                  | The Chocolate Club        | 14 avril 2023       | 24 mars 2024        | 108        |
| 8  | Rendez-vous chez la vieille Whitaker | Nightmare on Paris Street | 14 avril 2023       | 24 mars 2024        | 109        |
| 9  | Amis pour un jour                    | Friends for a Minute      | 21 avril 2023       | 30 mars 2024        | 110        |
| 10 | Simone l'ambassadrice                | Feelin' Brand New New     | 21 avril 2023       | 30 mars 2024        | 111        |
| 11 | Le drame de maman                    | Mama Drama                | 28 avril 2023       | 31 mars 2024        | 112        |
| 12 | Conseils Emma-ladroits               | Emma Dilemma              | 28 avril 2023       | 31 mars 2024        | 113        |
| 13 | Le retour de Roxie                   | The Return of Roxie       | 5 mai 2023          | 6 avril 2024        | 114        |
| 14 | Le crew des We-B-Girlz               | Rollin' With Paris        | 5 mai 2023          | 6 avril 2024        | 101        |
| 15 | L'or à la clé !                      | Goin' for Gold!           | 12 mai 2023         | 7 avril 2024        | 115        |

## Audiences
| Saison | Épisodes | Lancement         | Lancement       | Fin de saison     | Fin de saison   |
| Saison | Épisodes | Date de diffusion | Téléspectateurs | Date de diffusion | Téléspectateurs |
| ------ | -------- | ----------------- | --------------- | ----------------- | --------------- |
| 1      | 15       | 24 mars 2023      | 120 000         | 12 mai 2023       | 90 000          |